# Cheryl
Cheryl ist ein weiblicher Vorname, der vor allem in den USA gebräuchlich ist.
Der Name ist seit etwa 1900 nachgewiesen, aber erst seit etwa 1940 gebräuchlich. Herkunft und Bedeutung sind nicht bekannt; möglicherweise handelt es sich um eine Entlehnung des heute seltener vorkommenden Vornamens Cherie. Weitere Varianten des Namens sind Sheryl und Cheri.

## Namensträgerinnen
Cheryl als Künstlername
- Cheryl (* 1983), britische Popsängerin, Mitglied der britischen Girlgroup Girls Aloud, siehe Cheryl Cole
- Karen Cheryl (eigentlich Isabelle Morizet; * 1955), französische Sängerin, Schauspielerin und Moderatorin

Cheryl
- Cheryl Araujo (1961–1986), US-amerikanisches Vergewaltigungsopfer
- Cheryl Ben Tov (* 1960), US-amerikanische Immobilienmaklerin und Agentin
- Cheryl Benard (* 1953), US-amerikanisch-österreichische Sozialwissenschaftlerin
- Cheryl Bentyne (* 1954), US-amerikanische Sängerin
- Cheryl Bernard (* 1966), kanadische Curlerin
- Cheryl Boone Isaacs  (* 1949), US-amerikanische Medienberaterin
- Cheryl Carasik  (* 1952),  ist eine US-amerikanische Szenenbildnerin
- Cheryl Carton (* um 1955), US-amerikanische Badmintonspielerin
- Cheryl Chase(eigentlich Cheryl Hudock; * 1958), US-amerikanische Synchronsprecherin
- Cheryl Chapman (* 1948), US-amerikanische Lehrerin und Kinderbuchautorin
- Cheryl Chin (* 1979), singapurische Schauspielerin
- Cheryl Cole (* 1983), britische Sängerin
- Cheryl Crawford (1902–1986), US-amerikanische Theaterregisseurin und Produzentin
- Cheryl Dunye (* 1966), US-amerikanische Filmregisseurin, Filmproduzentin und Drehbuchautorin
- Cheryl Ford (* 1981), US-amerikanische Basketball-Spielerin
- Cheryl Gamble, bekannt als Coko (* 1973), US-amerikanische Sängerin, Songwriterin und Musikproduzentin
- Cheryl Gates McFadden (* 1949), US-amerikanische Schauspielerin, siehe Gates McFadden
- Cheryl Gillan (1952–2021), britische Politikerin
- Cheryl Haworth (* 1983), US-amerikanische Gewichtheberin
- Cheryl Heuton, US-amerikanische Drehbuchautorin und Produzentin
- Cheryl Hines (* 1965), US-amerikanische Schauspielerin
- Cheryl Holdridge (1944–2009), US-amerikanische Schauspielerin
- Cheryl Jacques (* 1962), US-amerikanische Politikerin
- Cheryl Kerfeld, US-amerikanische Bioingenieurin
- Cheryl Kernot (* 1948), australische Politikerin
- Cheryl Ladd (* 1951), US-amerikanische Schauspielerin und Sängerin
- Cheryl Lichter, US-amerikanische Sängerin, Musiklehrerin und Dirigentin
- Cheryl Lynn (* 1957), US-amerikanische Disco- und Soul-Sängerin
- Cheryl Lynn Smith, Geburtsname von Rainbeaux Smith (1955–2002), US-amerikanische Schauspielerin
- Cheryl Maas (* 1984), niederländische Snowboarderin
- Cheryl Makarewicz, US-amerikanische Archäozoologin
- Cheryl McCall (1950–2005), US-amerikanische Filmproduzentin und Drehbuchautorin
- Cheryl Miller (Schauspielerin) (* 1943), US-amerikanische Schauspielerin
- Cheryl Miller (Basketballspielerin) (* 1964), US-amerikanische Basketballspielerin
- Cheryl Marie Murphy (* 1980), US-amerikanische Schauspielerin und Rockmusikerin, siehe Bridget Powers
- Cheryl Noble (* 1956), kanadische Curlerin
- Cheryl Pearce, australische Generalmajorin
- Cheryl Peasley (* 1951), australische Leichtathletin
- Cheryl-Ann Phillips (* 1970), jamaikanische Sprinterin
- Cheryl Praeger (* 1948), australische Mathematikerin
- Cheryl Salisbury (* 1974), australische Fußballspielerin
- Cheryl Seinen (* 1995), niederländische Badmintonspielerin
- Cheryl Shepard (* 1966), deutsche Schauspielerin
- Cheryl Strayed (* 1968), US-amerikanische Biografin, Schriftstellerin und Essayistin
- Cheryl Studer (* 1955), US-amerikanische Sängerin (Sopran)
- Cheryl Tiegs (* 1947), US-amerikanisches Model und Schauspielerin
- Cheryl Toman (* 1965), US-amerikanische Literaturwissenschaftlerin und Übersetzerin
- Cheryl Toussaint (* 1952), US-amerikanische Leichtathletin

Sheryl
- Sheryl Crow (* 1962), US-amerikanische Sängerin, Musikerin und Songschreiberin
- Sheryl Franks (* 1961), US-amerikanische Eiskunstläuferin
- Sheryl Johnson (* 1957), US-amerikanische Hockeyspielerin
- Sheryl Lee (* 1967), US-amerikanische Schauspielerin
- Sheryl Lee Ralph (* 1956), US-amerikanische Schauspielerin
- Sheryl Rubio (* 1992), venezolanische Schauspielerin, Sängerin, Tänzerin und Songwriterin
- Sheryl Sandberg (* 1969), US-amerikanische Geschäftsfrau
- Sheryl Swoopes (* 1971), US-amerikanische Basketballspielerin
- Sheryl WuDunn (* 1959), US-amerikanische Journalistin

Cherie
- Cherie Blair (* 1954), Ehefrau des britischen Ministerpräsidenten Tony Blair
- Cherie Currie (* 1959), US-amerikanische Schauspielerin und Sängerin
- Cherie DeVille  (* 1978), US-amerikanische Pornodarstellerin
- Cherie Lunghi (* 1952), britische Schauspielerin
- Cherie Piper (* 1981), kanadische Eishockeyspielerin
- Cherie Pridham (* 1971), britische Radrennfahrerin
- Cherie Priest  (* 1975), US-amerikanische Schriftstellerin

Cheri
- Cheri Beasley (* 1966), US-amerikanische Juristin und Politikerin
- Cheri Bustos (* 1961), US-amerikanische Politikerin
- Cheri Oteri (* 1962), US-amerikanische Schauspielerin, Komikerin und Drehbuchautorin

Mittelname
- Kristen Cherie Mann (* 1983), US-amerikanische Basketballspielerin, siehe Kristen Mann
- Nicole Chérie Saletta (* 1986), US-amerikanische Schauspielerin